# 徐悱
徐悱（？—524年），字敬业，东海郡郯县（今山东省郯城县）人，南朝梁政治人物。徐勉次子。
徐悱小时候聪明，能写文章。初任著作佐郎，转任太子舍人，掌管书记的责任。历任洗马、中舍人，依然掌管书记。出入宫坊多年，因为腿脚有病出任湘东王（萧绎）友，官至晋安国内史，在任上病卒。徐勉痛悼不已，不想久废王务，写了一篇《答客喻》。